# Migliarino Pisano
Migliarino Pisano – miejscowość we Włoszech, prowincji Piza, gminie Vecchiano.
W miejscowości ma swój początek Autostrada A11 i przebiega obok niego Autostrada A12. Autostrady łączą się poprzez węzeł drogowy Pisa Nord zlokalizowany na północny wschód od miejscowości. Przechodzi przez nie również trasa Strada Statale 1 Via Aurelia. Znajduje się tu również nieczynna od 2003 roku stacja kolejowa Migliarino Pisano na linii kolejowej Piza - Genua.
Na zachód znajduje się Park Narodowy Migliarino, San Rossore, Massaciuccoli.